# Nihonmatsu

Nihonmatsu (二本松市 Nihonmatsu-shi?) este un municipiu din Japonia, prefectura Fukushima.